# دوغو أونسن
دوغو أونسن (باليابانية: 道後温泉) هو ينبوع ساخن في مدينة ماتسوياما، محافظة إهيمي في جزيرة شيكوكو، اليابان.

## التاريخ
يعد دوغو أونسن أحد أقدم الينابيع الساخنة في اليابان، حيث تأسس عام 1894. وأُدرج ضمن قائمة الممتلكات الثقافية المهمة، وفقاً للأسطورة المتداولة، يُعتقد أن دوغو أونسن هو أقدم ينبوع ساخن في اليابان، وتعود قصة اكتشافه إلى طائر مالك الحزين الأبيض الذي شوهد وهو يتعافى من إصابة بعد استحمامه في مياه الينبوع. أصبح هذا الطائر رمزًا للشفاء والتجدد، ليُكسب دوغو أونسن مكانة خاصة في الموروث الثقافي الياباني. على مر العصور، حظي الينبوع بزيارات شخصيات مهمة، بدءًا من الآلهة أوكُنينوشي وسوكُناهِكونا في الأساطير القديمة، إلى الأمير شوتوكو (574-622) والإمبراطورة سايمي (594-661). كما ورد ذكره مرارًا في الأدب الياباني الكلاسيكي مثل مجموعة الشعر مان يوشو، وسجل اليابان "نيهون شوكي"، وأعمال أدبية بارزة مثل "قصة جينجي".
في العصر الحديث، أصبح دوغو أونسن مرتبطًا ارتباطًا وثيقًا برواية بوتشان للكاتب الياباني ناتسومي سوسيكي. الرواية، التي استلهمها الكاتب من تجربته كمعلم في مدينة ماتسوياما عام 1895، تتميز الرواية بمواقفها الفكاهية التي يرويها بطل القصة، ومن أبرز هذه المواقف تعرض البطل للتوبيخ بسبب السباحة في الحمام، ووقوعه ضحية لسخرية طلابه.

## البناء
من الناحية المعمارية، يتألف مبنى هونكان من أربعة مبانٍ مترابطة شُيّدت بين عامي 1894 و1935، ويتميز بتصميم خارجي يُحاكي الطراز الياباني التقليدي، حيث يأخذ شكلًا يُشبه القلاع أو المعابد. هذا التصميم يُمثل أسلوبًا حديثًا في بناء ينابيع المياه الساخنة خلال تلك الفترة. في عام 1994، تم تصنيف هونكان كموقع ثقافي مهم، ليكون بذلك أول حمام عام في اليابان يحظى بهذا التكريم.